# Pszenica orkisz
Pszenica orkisz, orkisz, szpelc (Triticum aestivum subsp. spelta) – gatunek zboża z rodziny wiechlinowatych). Roślina popularna w średniowieczu, współcześnie rzadko uprawiana.

## Morfologia
PokrójOsiąga od 50 do 150 cm wysokości.
KwiatyZebrane w luźny kłos o łamliwej osadce.

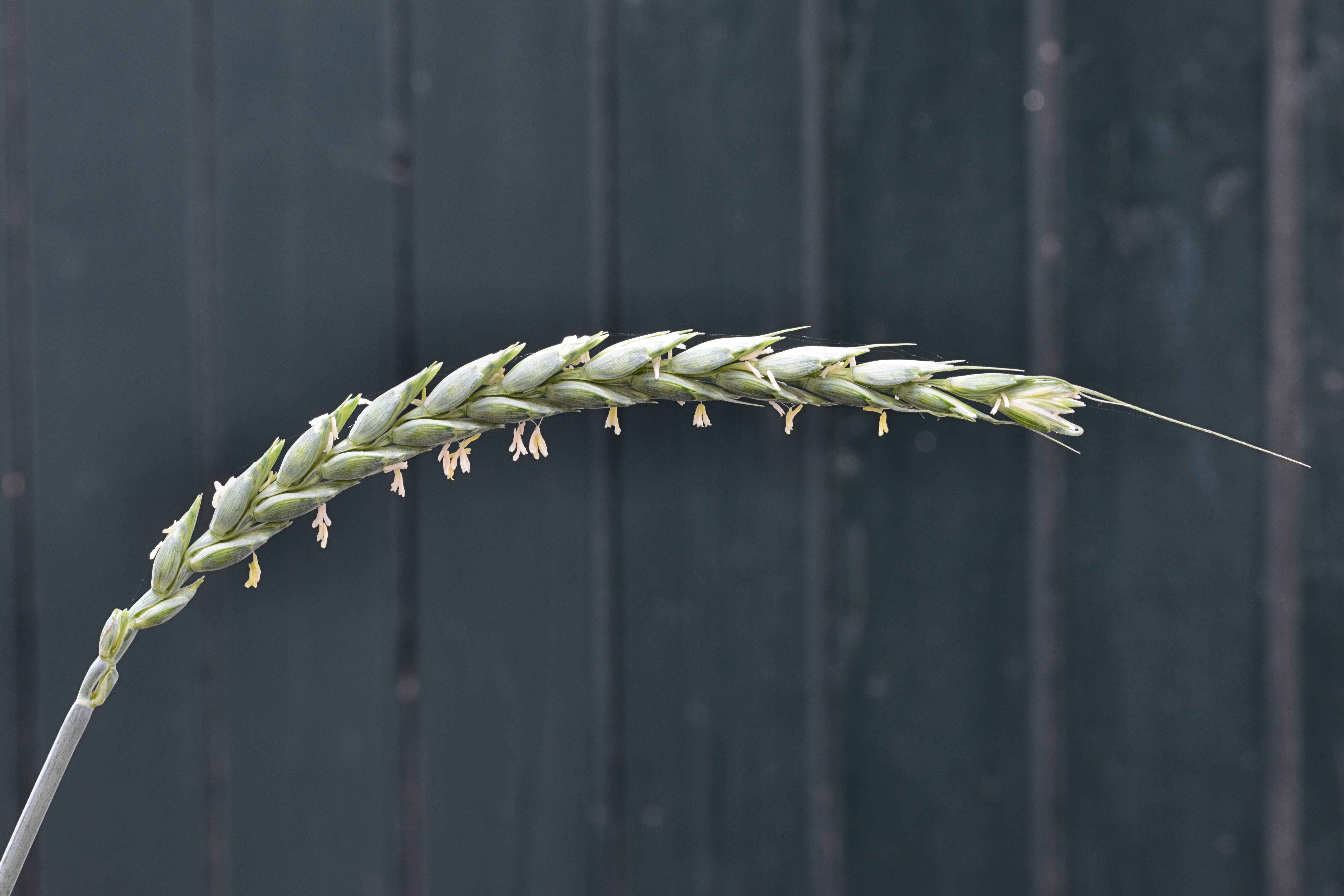
Kwiatostan
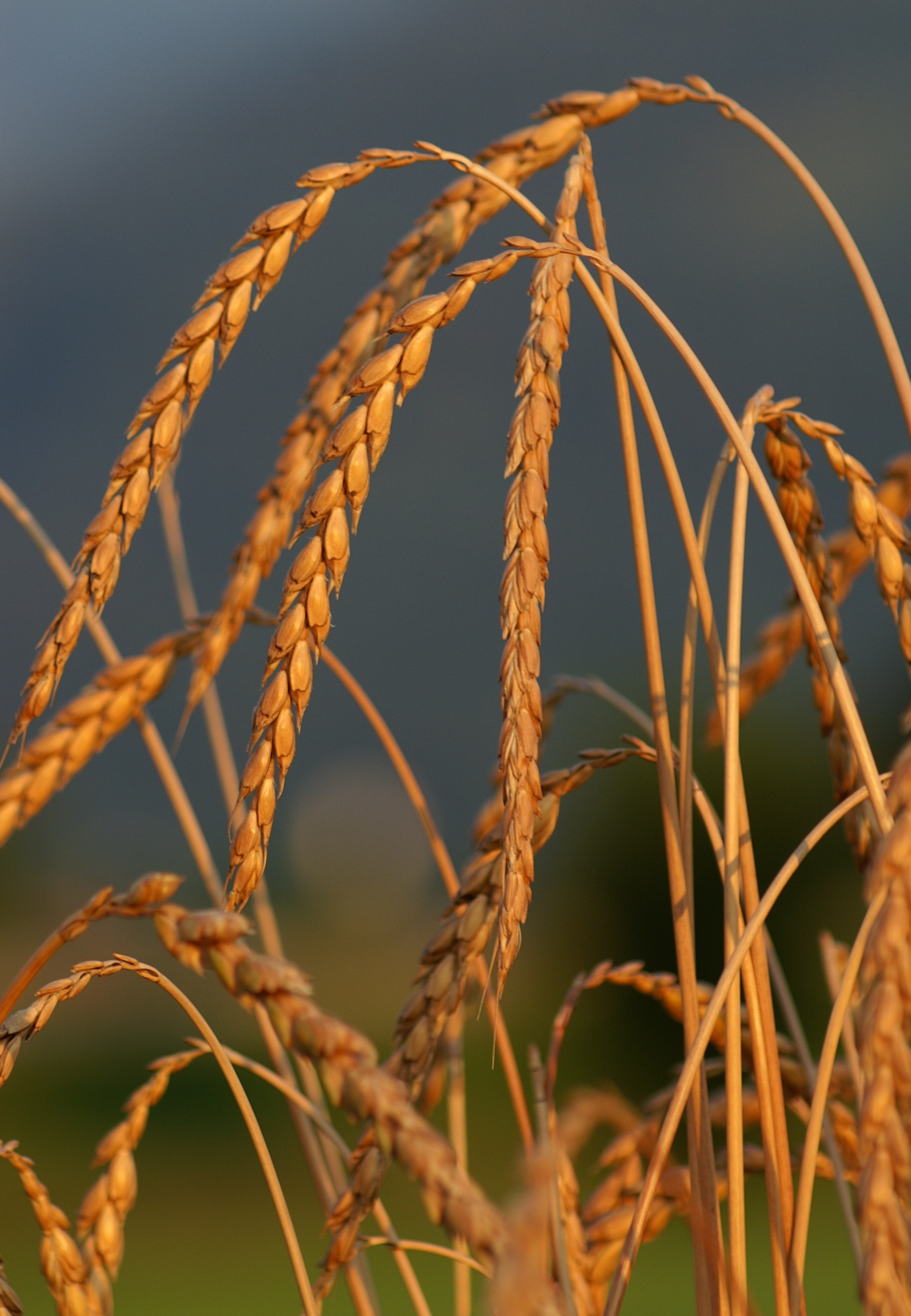
Dojrzałe kłosy
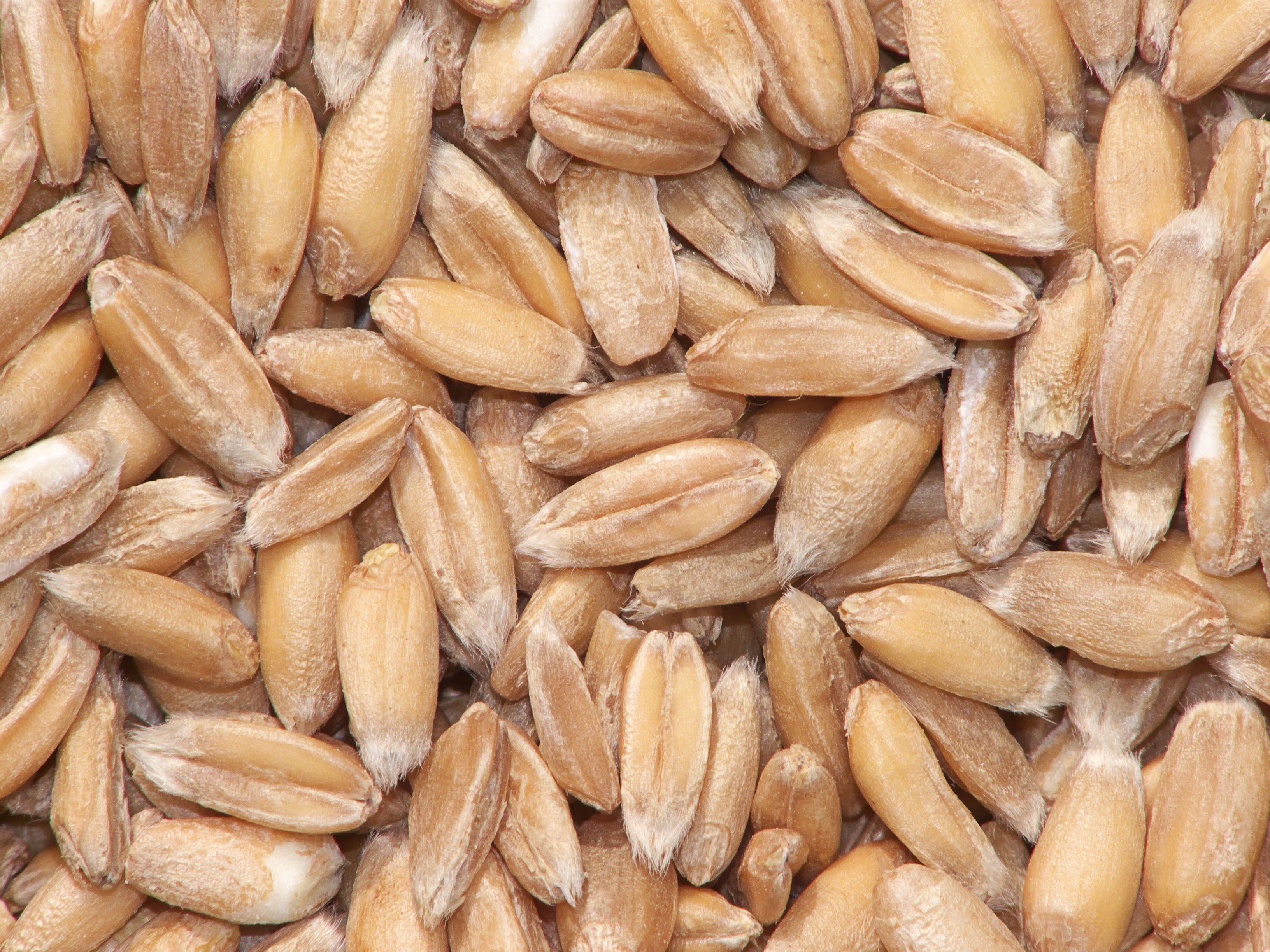
Nasiona

## Biologia
Orkisz jest heksaploidem (6n=42). 
Pszenica orkisz ma niskie wymagania w stosunku do warunków, w których rozwija się i rośnie. Wykazuje się wysoką zdolnością adaptacyjną.

## Znaczenie użytkowe

### Roślina jadalna
Jedno ze zbóż, z którego nasion wytwarza się mąkę – mąkę orkiszową. Jako produkt tradycyjny „Czerkieska mąka orkiszowa” z województwa świętokrzyskiego od 25 marca 2008 widnieje na Liście Produktów Tradycyjnych w kategorii „Warzywa i owoce”.
Chleb produkowany z dodatkiem pszenicy orkisz wykazuje się charakterystycznym „chlebowym” zapachem, dużą objętością oraz pozostaje świeży i miękki przez dłuższy czas. Natomiast chleb wypiekany jedynie z orkiszu ma mniejszą objętość i gorszą strukturę.
Chleb oraz inne wypieki z dodatkiem mąki orkiszowej zyskują na popularności w Niemczech, szczególnie na terenie Bawarii, jako Dinkelbrot (chleb z dodatkiem orkiszu) lub Dinkelsemmel (bułki z dodatkiem orkiszu).

### Wartość odżywcza
Wartość odżywcza orkiszu jest bardzo wysoka. Zawiera on wszystkie podstawowe składniki odżywcze potrzebne człowiekowi, takie jak sacharydy, białka, tłuszcze, witaminy oraz substancje mineralne. Ziarno orkiszu zawiera więcej białka (13–17%) niż ziarno pszenicy zwyczajnej. Jest także bogatsze w lepiej przyswajalny gluten. Zawiera małą ilość niektórych aminokwasów, uważanych za niezbędne w diecie człowieka. Szczególnie mało zawiera egzogennej lizyny i treoniny, ale bogata jest w glutaminę i prolinę.

## Uprawa
W czasach prehistorycznych była uprawiana głównie na Bliskim Wschodzie, a obecnie przede wszystkim w krajach europejskich. Szczególnie rozpowszechniona w południowo-zachodnich Niemczech oraz w Szwajcarii. Jej uprawy znajdują się także w Stanach Zjednoczonych i Kanadzie.
W roku 2012 wpisano do krajowego rejestru pierwszą polską odmianę pszenicy orkisz ozimej o nazwie Rokosz, zaś w 2015 odmianę jarą o nazwie Wirtas. 
Plenność pszenicy orkisz jest ściśle związana z klasą gleby, na jakiej jest uprawiana, zastosowanym nawożeniem i płodozmianem. Zwykle daje niższe plony w porównaniu do pszenicy zwyczajnej, a zawyżanie jej plenności może niekiedy wynikać z faktu, że wydajność plonowania orkiszu jest podawana dla ziarna nieodplewionego. 